# Scorpaenopsis venosa
Scorpaenopsis venosa är en fiskart som först beskrevs av Cuvier 1829.  Scorpaenopsis venosa ingår i släktet Scorpaenopsis och familjen Scorpaenidae. Inga underarter finns listade i Catalogue of Life.